# Short Sharp Shock
A Short Sharp Shock (SSS) angol crossover thrash zenekar, amely 2005-ben alakult meg Liverpoolban. Lemezeiket korábban az Earache Records, jelenleg a Prosthetic Records kiadók dobják piacra. 

## Tagok
- Foxy - éneklés
- Stu - gitár
- El Longo - dobok
- Mr. Bass Man - basszusgitár

A tagok eredeti nevei ismeretlenek.

## Diszkográfia
- SSS (demó, 2005)
- SSS (EP, 2006)
- Sk8 + Destroy (EP, 2008)
- The Dividing Line (stúdióalbum, 2009)
- Merry ChristmaSSS () (karácsonyi témájú lemez, 2009)
- Live in Liverpool (koncertalbum, 2010)
- Problems to the Answer (stúdióalbum, 2011)
- Manipulated Living (demó, 2013)
- Manipulated Living (EP, 2013)
- LIMP.GASP.COLLAPSE (stúdióalbum, 2014)